# Cybaeus hatsushibai
Cybaeus hatsushibai är en spindelart som beskrevs av Yoh Ihara 2005. Cybaeus hatsushibai ingår i släktet Cybaeus och familjen vattenspindlar. Inga underarter finns listade i Catalogue of Life.